# Maledetti (maudits)
Maledetti (maudits) è il quinto album del gruppo di rock progressivo italiano Area, pubblicato nel 1976 dalla Cramps Records. Durante le sessioni di registrazione dell'album, il batterista Giulio Capiozzo e il bassista Ares Tavolazzi lasciarono per qualche mese il gruppo per l'orchestra di Andrea Mingardi (suonano solo in alcuni brani dell'album) e furono sostituiti da altri musicisti. È l'ultimo album in studio degli Area con Paolo Tofani alla chitarra. Dal tour promozionale dello stesso anno furono tratti due album live, Concerto Teatro Uomo (1997) e Live 1977 (2002).

## Descrizione
Il disco è un concept album che affronta tematiche politiche e sociali attraverso una storia fantapolitica. Il filo conduttore è illustrato nelle note di copertina dell'edizione originale:
a) Potere agli anziani, come depositari della memoria del passato che esclude e respinge la problematica del contingente (cfr. Gerontocrazia);
b) Potere alle donne, come fornitrici di energia e contributi radicali nuovi, in antitesi alla loro repressione storica (cfr. scum);
c) Potere ai bambini, come garanzia di libertà e di reinventare la storia con la forza della fantasia (cfr. Giro, giro, tondo e Caos).»

## Tracce
Testi di Gianni Sassi (non accreditato), musiche di Patrizio Fariselli e Paolo Tofani, tranne dove indicato.
Lato A
1. Evaporazione – 1:45
2. Diforisma urbano – 6:18
3. Gerontocrazia (1) – 7:30
4. scum (2) – 6:30

Lato B
1. Il massacro di Brandeburgo numero tre in sol maggiore (3) – 2:20
2. Giro, giro, tondo – 5:55
3. Caos (parte seconda) (4) – 9:00

### Tracce extra
La ristampa su CD edita dalla EDEL contiene anche un'intervista a Massimo Villa, Demetrio Stratos, Paolo Tofani e Patrizio Fariselli registrata il 27 ottobre 1976 durante un concerto all'Università Statale di Milano.